# Mljetsko kulturno ljeto
Mljetsko kulturno ljeto je kulturna manifestacija u trajanju od četrdeset dana, a prvi se put održala 2006. godine na otočiću Sv. Marija na otoku Mljetu.
Cilj ovog projekta je održavanjem kulturnih događanja dovesti što veći broj posjetitelja na otočić i samostan Sv. Marija, te ih uz prigodan program upoznati s ljepotama te lokacije, a isto tako što većem broju posjetitelja ukazati na potrebu hitne sanacije tog spomenika nulte kategorije, koji datira iz 12. st. S obzirom na to da je samostan poprilično devastiran i potrebna su znatna financijska sredstva, Mljetsko kulturno ljeto osmišljeno je kao jedan od načina predstavljanja hrvatske kulture kroz koncerte, predstave i izložbe slika, a sav prihod namijenjen je Zakladi Sv. Marija, osnovanoj upravo u svrhu prikupljanja sredstava za obnovu. 
Nakon završenog prvog Mljetskog kulturnog ljeta rezultati su i više nego zadovoljavajući. Ovom projektu su se bez razmišljanja odazvali eminentni hrvatski umjetnici: u prvom redu, to je mladi gitarist Petrit Çeku, koji je preludirajući na gitari održao briljantan dvosatni koncert klasične glazbe u prostoru crkve Sv. Marija, koja je bila prepuna oduševljene publike koja je mladog umjetnika čak tri puta vraćala natrag burnim pljeskom. Upriličena je bila i izložba slika akademskog slikara Maria Tomasa, koji se već nekoliko puta odazivao pozivima Zaklade. Premijerno je prikazan i film Mire Andrića, More endema, još jedne uspješnice serijala Hrvatsko podmorje, prošlogodišnjeg dobitnika nagrade za najbolji dokumentarni film. Održan je također i koncert dalmatinskih klapa, Mareta, Cavtajke i Meleda. Održan je i jedan vrlo neobičan koncert klasične glazbe izveden na bocama; izveo ga je duo Amarossi, koji čine akademski glazbenici iz Zagreba, Ante Gelo i Borna Šercar, koji su izveli nekoliko klasičnih djela na tzv. flashophonu, napravljenom od određenog broja boca napunjenih određenom količinom tekućine koji tvore glazbene tonove. Sam flashophon zapravo je vrlo sličan ksilofonu, ali s jednom sasvim drugačijom dimenzijom. Publika je bila vidno oduševljena njihovom izvedbom Bacha, Beethovena i Mozarta. Bilo je tu i džeza i bluesa; tako se na ljetnoj sceni otočića Sv. Marija pojavio i Blue's Moon Trio iz Rovinja, koji je izveo jazz i blues obrade Arethe Franklin, Michelle Bubblea, Erica Claptona, Nat King Colea i drugih.  Svakako treba spomenuti i koncert gitarista Zokija iz Pule. Ovaj izvrstan "fingerstyle" gitarist održao je koncert sa svojim autorskim instrumentalnim skladbama inspiriranim Mediteranom.  Od koncerata zabavne glazbe, posebnu pozornost privukao je koncert Kemala Montena. Olivera Dragojevića. Prvo izdanje Mljetskog kulturnog ljeta završeno je koncertom Paule Jusić i Blue's Moon Tria. 